# Kāpu prospekts

La perspective Kāpu (en letton : Kāpu prospekts) est une perspective à Rīga en Lettonie.

## Présentation
La perspective Kāpu est située dans le District du Nord. 
La rue commence et se termine par une impasse.
La perspective a une longueur de 982 mètres.